# Fiat Phyllis
El Fiat Phyllis es un prototipo de vehículo de hidrógeno de tipo pila de combustible introducido en el Salón Internacional del Automóvil de Bolonia (Italia) hasta el 14 de diciembre de 2008. Los ingenieros de automóviles son la Escuela Politécnica de Turín (Politecnico di Torino) y el Centro de Investigación Fiat (Centro Ricerche Fiat ) que inventaron (Región de Piamonte apoya este estudio).

## Presentación
El coche está planeado para ser liberado en 2010, los primeros clientes siendo los empleados  del Turin Aeropuerto Internacional: unos vehículos de docena serán entregados para una prueba en condiciones reales.

## Especificaciones
- Peso: 750 kilogramos (1653 lb) kg (1,653 )
- Longitud: 3 metros (118,1 plg) m (120 )
- Altura: 1,5 metros (59,1 plg) m (59 )
- Cargo Capacidad: 142 l (2+2 asientos) o 584 l (2 asientos)
- Motores: baterías y propulsión eléctricas (150 kg)
- Aceleración: 6 segundos (0 a 50 km/h (0-31 mph))
- Max. Velocidad: 130 km/h (81 mph)
- Lleno recharge tiempo: 5 h